# Dorothée Jalloutz
Dorothée Jalloutz (* 1718 in Besançon; † 26. Mai 1788 im Kloster Sept-Fons) war ein französischer Zisterzienserabt.

## Leben
Dorothée Jalloutz wuchs als Beamtensohn in Besançon auf und wurde von den Jesuiten ausgebildet. Am 21. Oktober 1741 trat er in das Kloster Sept-Fons ein und legte Weihnachten 1742 die Profess ab. Er wurde die rechte Hand des Ökonomen und war ab 1747 selbst Ökonom des Klosters. Als solcher wurde er am 18. September 1757 zum Abt gewählt und zeigte sich der Aufgabe gewachsen. Er baute das baufällige Kloster um und vergrößerte die Kirche. Dem Konvent gab er neue Statuten. Er übernahm das Kloster Val-des-Choues und ließ es durch Eugène Huvelin sanieren. 1769 nahm er den Mystiker Benoît Joseph Labre in sein Kloster auf, konnte ihn aber nicht halten. Er starb im Mai 1788, ein Jahr vor Ausbruch der Französischen Revolution. Sein Nachfolger wurde Bernard Sallmard de Montfort.